# Wugong Auto Refit Works
Wugong Auto Refit Works war ein Hersteller von Automobilen und Nutzfahrzeugen aus der Volksrepublik China.

## Unternehmensgeschichte
Das Unternehmen aus Wuhan begann 1992 mit der Produktion von Automobilen. Der Markenname lautete Wugong. 1998 endete die Produktion.

## Fahrzeuge
Das Unternehmen stellte Pick-ups und Kombis her. Der Wugong WGG 6430 war als viersitziger Kombi sowie als Limousine mit Stufenheck erhältlich. Daneben ist der Minivan WGG 6360 überliefert.